# Рамуш, Гильерме
Гильерме Магру Пиреш Рамуш (порт. Guilherme Magro Pires Ramos; род. 11 августа 1997 года, Лиссабон, Португалия) — португальский футболист, центральный защитник немецкого клуба «Гамбург».

## Клубная карьера
6 августа 2016 года Гильерме Рамуш дебютировал на профессиональном уровне, выйдя на поле за «Спортинг B» в матче Второй лиги Португалии сезона 2016/2017 против «Портимоненсе».
30 июня 2021 года Рамуш подписал контракт с немецкой «Арминией» из Билефельда.
После двух сезонов в «Арминии» из Билефельда Рамуш перешёл в «Гамбург», заключив с ним контракт, рассчитанный до 2026 года.
2 сентября 2024 года Рамуш был отдан в аренду португальской «Санта-Кларе», вернувшейся в том сезоне в Примейру.